# Sibyllan (biograf)

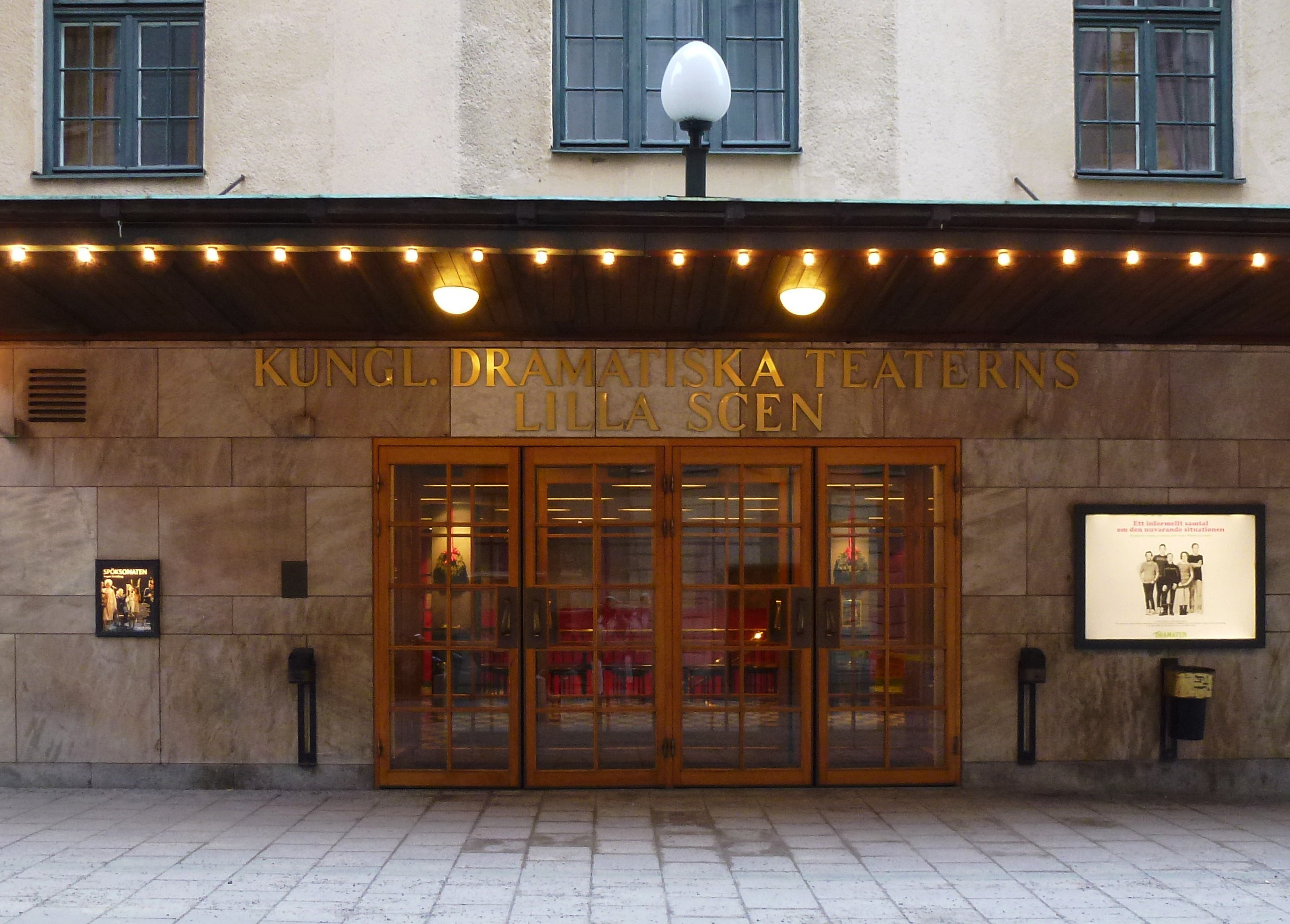
Entrén till Dramatens "Lilla scenen", 2013. Tidigare biograf Sibyllan

Sibyllan var en biograf vid Almlöfsgatan 1 på Östermalm i Stockholm. Sibyllan öppnade som biograf 1914 och lades ner 1944, sedan dess fungerar lokalerna som Dramatens Lilla scen.
Sibyllan rymdes i en nybyggd fastighet ritad av Hagström & Ekman och namnet härrör från den närbelägna Sibyllegatan. Biografen kallades i annonser för ”Biografen bakom Dramaten” eftersom  Dramaten ligger i kvarteret söder om Almlöfsgatan.  Till foajén nådde man via tre dörrar från Almlöfsgatan. Salongen innehöll 486 platser som ökades till 500 platser efter en ombyggnad på 1930-talet. Då tillkom även en långsmal baldakin som fortfarande finns kvar. Till en början var Sibyllan en premiärbiograf, men degraderades senare till andra rangens premiärbiograf med en mer anspråkslös repertoar.
I augusti 1943 tillträdde Svensk Filmindustri som ny ägare. Nu visades huvudsakligen äventyrsfilmer och thrillers. På sommaren 1944 renoverades Sibyllan ytterligare en gång men redan i oktober samma år visades den sista filmen, eftersom Dramaten ville hyra lokalen. Efter ombyggnad och anpassning till teaterverksamheten öppnade Dramaten här sin "Lilla scen" 1945. Då tillkom även gångbryggan till Dramaten. År 2000 genomgick "Lilla scenen" en renovering. Nuvarande platsantal är 340.